# Маковица (хребет)
Маковица — горный хребет (массив) в Украинских Карпатах в пределах Закарпатской области. Относится к Вигорлат-Гутинскому хребту (Вулканического хребта). 
Простирается с северо-запада на юго-восток — от реки Уж до реки Возница и Латорица (юго-восточные отроги хребта подступают к городу Мукачево). На востоке Маковица граничит с массивом Синяк, на западе — с массивом Вигорлат, на севере прилегает к Березно-Липшанской долине, южные и юго-западные склоны переходят в Закарпатскую низменность.
Абсолютные высоты 800—900 м, наиболее высокие вершины — Маковица (978 м) и Анталовецкая Поляна (968 м). В геологическом строении массива принимают участие эффузивные и флишевые породы, которые свойственны также другим массивам Вукланичного хребта. Гребенные поверхности преимущественно острые, локально куполообразные, расчлененные долинами малых рек и оврагами. Северные и северо-восточные склоны крутые, местами обрывистые, южные и юго-западные — более пологие. Преобладают низкогорные местности, покрыты дубово-буковыми (до высоты 600 м) и буковыми лесами с небольшой примесью хвойных.